# Julie Parrish
Julie Parrish (Ruby Joyce Wilbar, 21 de octubre de 1940 – 1 de octubre de 2003) fue una actriz estadounidense de cine, teatro y televisión. Sus primeras apariciones en cine se registraron en las películas de Jerry Lewis It's Only Money y El profesor chiflado en 1962 y 1963 respectivamente. Tras una larga lucha contra el cáncer de ovario, la actriz falleció en Los Ángeles en 2003.

## Filmografía

### Cine y televisión
| Year | Title                    | Role            | Notes     |
| ---- | ------------------------ | --------------- | --------- |
| 1962 | It's Only Money          |                 |           |
| 1963 | The Nutty Professor      | Estudiante      |           |
| 1965 | Harlow                   | Serena Harrison |           |
| 1965 | Winter A-Go-Go           | Dee Dee         |           |
| 1965 | Boeing Boeing            |                 |           |
| 1966 | Paradise, Hawaiian Style | Joanna          |           |
| 1966 | Fireball 500             | Martha          |           |
| 1972 | The Doberman Gang        | June            |           |
| 1978 | The Time Machine         |                 | Telefilme |
| 1981 | The Devil and Max Devlin | Sheila          |           |
| 1998 | The Politics of Desire   |                 |           |